# Жергоконский хребет
Жергоко́нский хребе́т — горный хребет в Забайкальском крае России, в северной части Хэнтэй-Даурского нагорья — в междуречье Чикоя и Ингоды.
Протяжённость хребта составляет 60 км при средней ширине в 10—12 км. Преобладающие высоты — от 1200 до 1500 м. Высшая точка — гора Жергоконский Голец (1942 м).
Хребет сложен породами преимущественно палеозойского возраста. В рельефе преобладают среднегорья, расчленённые долинами рек и их притоков. Местами встречаются древнеледниковые формы рельефа, гольцовые террасы, курумы, скальные выступы. Основные типы ландшафта — горная тайга и предгольцовые редколесья.